# Blomman (sång)
Blomman är en visa med text och musik av Martin Koch, skriven 1929.
Visan var ett av Karin Juels paradnummer, men den har även sjungits av Edvard Persson i filmen En natt på Glimmingehus, och är även inspelad på skiva med Hootenanny Singers.